# Vittjärnarna (Lycksele socken, Lappland, 718744-166437)
Vittjärnarna är en sjö i Lycksele kommun i Lappland och ingår i Umeälvens huvudavrinningsområde.